# Abschied vom Frieden
Abschied vom Frieden ist ein dreiteiliger Film des DDR-Fernsehens nach dem gleichnamigen Roman von Franz Carl Weiskopf. Er erzählt die Geschichte einer großbürgerlichen Familie in der K.u.k.-Monarchie kurz vor dem Ersten Weltkrieg.

## Literarische Vorlage
Weiskopf begann den Roman Abschied vom Frieden 1938 in Prag und beendete ihn 1944 im US-amerikanischen Exil. Das Buch erschien 1946 zunächst in englischer Sprache im Verlag Knopf unter dem Titel Twilight on the Danube („Zwielicht auf der Donau“), übersetzt von Olga Marx. 1950 erschien die erste deutsche Ausgabe im Ostberliner Karl Dietz Verlag. Im deutschsprachigen Raum außerhalb der DDR blieb Weiskopf eher unbekannt.

## Handlung
Die Familie Reither aus Prag besteht aus folgenden Personen:
- Alexander Reither, Familienoberhaupt und Chef eines Zeitungsverlags
- Karoline von Wrbata-Treuenfels, Witwe, Alexanders Schwester
- Max Egon Reither, Alexanders Sohn, Redakteur in einer der Zeitungen seines Vaters
- Helene Reither, Max Egons Frau
- Adrienne Reither, Tochter von Max Egon und Helene
- Ottilie Rankl, geborene Reither, Alexanders Tochter
- Professor Friedrich Rankl, Gymnasiallehrer, Ottilies Mann
- Franz Ferdinand Rankl, Gymnasiast, Sohn von Ottilie und Friedrich
- Valerie Reither, genannt Wally, Enkelin Alexanders, seit dem Tod ihrer Eltern im Haus des Großvaters lebend
- Hauptmann Leopold von Wrbata, genannt Poldi, angeheirateter Neffe von Alexander

Die ineinander verschlungenen Handlungsstränge um diese Personen sollen nun nacheinander dargestellt werden:

### Alexander, Irene, Wally und Gelusich
Alexander nimmt Wally zu einem Salon mit, wo sie den kroatischen Geschäftsmann Marko Gelusich kennenlernt. Sie ist fasziniert von ihm und möchte ihn wiedersehen. Gelusich verdient an der Aufrüstung des österreichisch-ungarischen Militärs und will den liberalen und eher antimilitaristischen Alexander davon überzeugen, dass sich auch er und seine Zeitungen auf die Seite einer aggressiven Außen- und Verteidigungspolitik stellen sollen, was Alexander aber ablehnt.
Alexander lernt bei einer Zugfahrt nach Wien Irene von Claudi kennen und verliebt sich in sie. Da sie am Bahnhof nicht abgeholt wird, nimmt er sie mit in einen entlegenen Waldgasthof, wo sie die Nacht zusammen verbringen. Dann muss sie aber zu ihrem Mann zurückkehren – dieser ist hochverschuldet und Irene möchte ihn nicht verlassen und ihn in dieser Lage im Stich lassen. Später macht Alexander Irenes Adresse in Budapest ausfindig, reist zu ihr und verbringt heimlich ein paar Tage mit ihr. Sein Anwalt hat einen Plan, Irenes Mann dazu zu bringen, in die Scheidung einzuwilligen: Gelusich, bei dem Irenes Mann verschuldet ist, soll auf einen Teil der Schulden verzichten oder ihm Aufschub gewähren. Gelusich ist dazu bereit, da er Wally heiraten möchte und auf die Zustimmung Alexanders hofft. Als Alexander bei einem Familienessen Irene seiner Familie vorstellen will, verhält sich nur Wally offen und freundlich ihr gegenüber, die anderen sind zurückhaltend oder (im Fall von Karoline und Friedrich) feindselig.
Gelusich, Wally, Alexander und Irene reisen zusammen zum Kaisermanöver, wo sich die gesellschaftliche und militärische Elite des Landes versammelt hat. Irene erblickt von Weitem einen amerikanischen Journalisten namens Stenton, der sie anscheinend beobachtet. Ihr Wunsch, Stenton kennenzulernen, macht ihr bewusst, dass sie den viel älteren Alexander eher wie einen Vater liebt und nicht ihr Leben mit ihm verbringen möchte. Die beiden fahren noch einmal in den Waldgasthof, wo ihre Beziehung begann, und dort verlässt sie ihn. Es ist der 28. Juni 1914, und gleich nach Irenes Abschied erfährt Alexander von dem Attentat von Sarajevo. Er ist sich bewusst, dass damit eine Epoche zu Ende geht und er selbst Teil dieser vergehenden Epoche ist.

### Poldi
Poldi ist ein Genussmensch, der sich wenig für Politik oder ernsthafte Geschäfte interessiert. Bei einem Fest mit anderen Offizieren bürgt er für einen Kameraden, der hohe Spielschulden hat. Als dieser verschwindet, bleibt Poldi auf den Schulden sitzen und muss sich Geld von Gelusich borgen, dass er später nicht zurückzahlen kann. Alexander anzupumpen traut er sich nicht und Karoline würde ihm sowieso nichts geben. Er besucht Gelusich in dessen geheimer Wohnung, wo er zunächst auf Wally trifft, die ihm seine Verzweiflung ansieht. Als Gelusich dazukommt und einen Zahlungsaufschub schroff ablehnt, verlässt Poldi die Wohnung und erschießt sich direkt vor der Tür. Gelusich will einen Abschiedsbrief fälschen, in dem von einer unerwiderten Liebe zu Wally die Rede ist, um dem Suizid einen scheinbaren Grund zu geben, der ihn, Gelusich, entlastet. Wally ist strikt dagegen, was zu einem heftigen Streit zwischen ihr und Gelusich führt. Bald darauf ist Gelusich verschwunden und die Familie erfährt aus der Zeitung, dass er in einen Korruptionsskandal verwickelt war. Dies wurde im Zuge der Ermittlungen zu Poldis Suizid aufgedeckt.

### Friedrich, Ottilie und Franz Ferdinand
Friedrich ist der Typus des sittenstrengen, genauen und patriotischen Beamten. Dass dies nur eine Fassade ist und er tatsächlich eine Affäre hat, stellt sich bei einem zufälligen Treffen mit Alexander und Irene heraus. Sein pubertärer Sohn Franz Ferdinand kann die Augen nicht von seiner Cousine Wally lassen und beobachtet sie einmal heimlich beim Umziehen. Wally reagiert eher amüsiert als schockiert. Um Wally Geschenke machen zu können, stiehlt er alte Bücher aus dem Arbeitszimmer seines Vaters und verkauft sie in einem Antiquariat. Dabei findet er einen Apparat zum Betrachten erotischer Fotografien, den er ausprobiert und dabei kaputtmacht. Als sein Vater Friedrich später den Apparat benutzen will, verdächtigt er Ottilie und stellt sie empört zur Rede. Ottilie ist schockiert und verlässt überstürzt die Wohnung. Friedrich glaubt, sie wolle ihn für immer verlassen, fürchtet den Spott der Öffentlichkeit und bittet die Familie um Hilfe bei der Suche nach ihr. Als sich herausstellt, dass Ottilie nicht die Stadt verlassen hat, sondern sich nur in einem nahegelegenen Café ausweint, löst sich die angespannte Stimmung in der Familie in Heiterkeit auf.

### Max Egon, Helene und Adrienne
Der verträumte und literarisch interessierte Max Egon arbeitet für eine der Zeitungen seines Vaters. Es ist jedoch ein offenes Geheimnis, dass er kaum arbeitet und die Stelle nur seiner familiären Stellung zu verdanken hat. Seine Frau Helene langweilt sich in ihrer Ehe, da sie weder arbeiten noch einer anderen sinnvollen Beschäftigung nachgehen kann. Ihre Tochter Adrienne besucht heimlich ein Treffen von Anarchisten und Sozialisten und beginnt, sich für Politik und für die Lebensverhältnisse der Arbeiter zu interessieren. Sie verliebt sich in den jungen Sozialisten Joseph Prokop, der aber, wie sie von dessen Vermieterin Frau Kalivoda erfährt, schon vergeben ist. Adrienne verlässt ihr Elternhaus, da sie sich mit dem einfacheren Leben und den klaren Grundsätzen der Arbeiterklasse viel mehr identifizieren kann. Sie widmet sich ganz der politischen Arbeit, dabei kommt sie Frau Kalivodas Sohn Robert näher. Als die Zeitungsdrucker streiken, beteiligen sich Robert und Adrienne an einer Demonstration, werden von Soldaten geschlagen und festgenommen. Durch den Einfluss ihres Großvaters kommt sie aber wieder frei. Zusammen mit ihrer Cousine Wally, deren Plan einer Ehe mit Gelusich gescheitert ist, verlässt sie Prag und geht zum Studium nach Zürich.

## Produktion
Der Film wurde 1976/77 vom DEFA-Studio für Spielfilme produziert. Dass Manfred Krug und Angelika Domröse gegen die Ausbürgerung Wolf Biermanns protestierten und Krug 1977 in die Bundesrepublik übersiedelte, führte dazu, dass der Film erst zwei Jahre später, am 13., 15. und 16. April 1979, zum ersten Mal im Fernsehen der DDR ausgestrahlt wurde. Am 11., 18., 25. August und 1. September 1980 lief er, in vier Teilen, auch in der Bundesrepublik und ab dem 5. August 1981 (unter dem Titel Búcsú a békétől) in Ungarn. 2012 erschien er in der Reihe DDR TV-Archiv auf DVD.
Die Musik spielte das DEFA-Sinfonieorchester unter der Leitung von Manfred Rosenberg.
Da Norbert Christian während der Dreharbeiten verstarb, übernahm Erwin Geschonneck dessen Rolle, sodass beide Darsteller im Film zu sehen sind.

## Rezeption
„Episch erzählt, in optisch eindrucksvollen und opulenten Bildern, ohne Sentimentalität inszeniert, und mit einem eindrucksvollen Darstellerensemble besetzt“